# Vitvingad dunrall
Vitvingad dunrall (Sarothrura ayresi) är en afrikansk fågel i familjen dunrallar inom ordningen tran- och rallfåglar.

## Utseende och läten
Vitvingad dunrall är en mycket liten ralliknande fågel med en kroppslängd på endast 14 centimeter. Båda könen har svartbandad kastanjefärgad stjärt och unikt i släktet i flykten mycket tydliga vita vingfläckar. Honan är blekare undertill än andra dunrallar. Länge trodde man att fågeln avyttrade ett mjukt dubbeltonat hoande, men det har föreslagits att detta ljud är nattljud från grå krontrana.

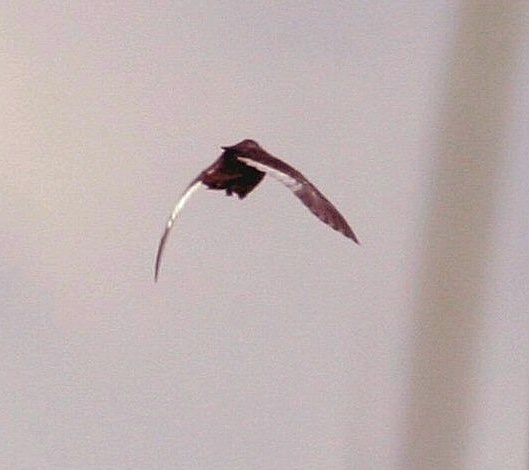

## Utbredning och systematik
Fågeln förekommer i höglänta områden i dels Etiopien, dels östra Sydafrika. Den behandlas som monotypisk, det vill säga att den inte delas in i några underarter.

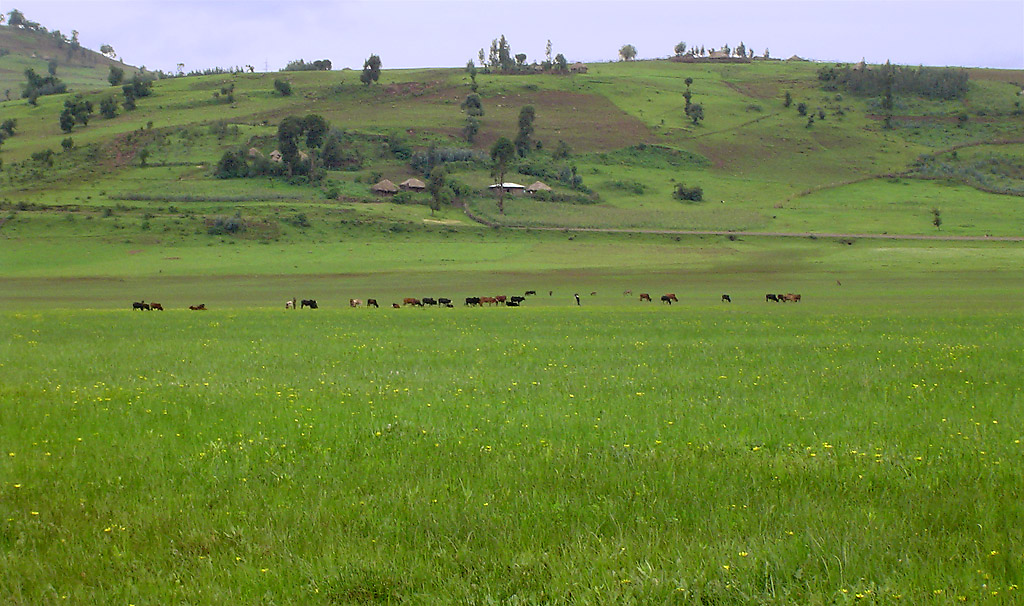
Våtmarksområde i Etiopien där vitvingad dunrall förekommer.

### Familjetillhörighet
Tidigare placerades dunrallarna bland övriga rallar i familjen Rallidae, men DNA-studier visar att de är närmare släkt med simrallar och placeras därför i en egen familj. Vissa, som Birdlife International, behåller dock dunrallarna i rallarna.

## Levnadssätt
Vitvingad dunrall är bara känd från ett fåtal grunda bergsbelägna våtmarker. Arten kan vara flyttfågel, men dess vanor är mycket dåligt kända.

## Status och hot
Denna art tros ha en mycket liten världspopulation på endast maximalt 250 vuxna individer. Utbredningsområdet anses minska och dess levnadsmiljö försämras kraftigt. Internationella naturvårdsunionen IUCN kategoriserar därför arten som akut hotad.

## Namn
Fågelns vetenskapliga artnamn hedrar Thomas Ayres (1828-1913), engelsk naturforskare, jägare och samlare boende i Sydafrika 1850-1913.